# Jihad Ali Khan
Jihad Ali Khan (* 25. August 1979 in West-Berlin) ist ein deutscher Boxtrainer, Schauspieler und Stuntkoordinator. Bekannt wurde er insbesondere durch sein Engagement im Bereich der Jugendarbeit sowie durch seine Rollen in Filmproduktionen wie Dünnes Blut.

## Leben und Wirken
Jihad Ali Khan wurde 1979 in West-Berlin geboren und wuchs dort auf. Seine familiären Wurzeln liegen im Libanon. Bereits in jungen Jahren entdeckte er seine Leidenschaft für Kampfsport und bildete sich über viele Jahre in Disziplinen wie Kickboxen und Boxen fort. Zu seinen Ausbildern zählen bekannte Trainer wie Ulli Wegner und Werner Kirsch.
Ali Khan ist Träger des 1. Dan (Schwarzgurt) in der WKU (World Kickboxing and Karate Union). Seit 1997 arbeitet er als Trainer in Berlin, wo er sowohl Erwachsene als auch Kinder und Jugendliche unterrichtet. Besondere Beachtung finden seine sozialen Projekte im Bereich der Gewaltprävention und Integrationsarbeit.
Zu seinen Schülern zählten unter anderem die Profiboxer Karo Murat (Europameister im Supermittelgewicht und Halbschwergewicht sowie WM-Herausforderer der IBF im Halbschwergewicht), Marco Huck (WBO-Weltmeister im Cruisergewicht), Armenak Hovhannisyan (WBC-Asia Continental Titel im Halbschwergewicht), Ikram Kerwat (Weltmeisterin der WBU, internationaler Champion der WBC) und Tommy Punch (Deutscher Meister im Cruisergewicht), des Weiteren Islam Ashabov.

## Film und Fernsehen
Neben seiner Tätigkeit als Trainer ist Jihad Ali Khan auch als Schauspieler und Stuntkoordinator aktiv. Er spielte unter anderem im Fernsehfilm Die dunkle Seite unter der Regie von Peter Keglevic nach einem Drehbuch von Frank Schätzing mit. 2016 übernahm er eine Rolle im Independent-Film Dünnes Blut von Mehrdad Taheri, bei dem er auch für die Stuntchoreografie verantwortlich zeichnete. 2025 war er in der von Kida Khodr Ramadan entwickelten Fernsehserie Testo zu sehen.

## Engagement

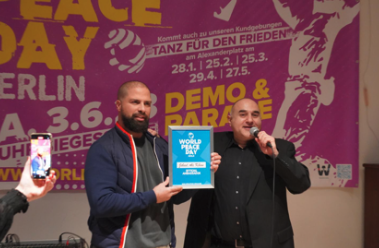
World Peace Berlin-Gründer Armin Mostoffi (rechts) überreicht die Ambassor-Urkunde an Boxtrainer Jihad Ali Khan, 2022

Ali Khan ist bekannt für sein soziales Engagement im Bereich der Jugendarbeit, etwa beim Isigym Boxsport Berlin e. V. Er setzt sich aktiv für ein respektvolles Miteinander ein und nutzt den Kampfsport als Mittel zur Vermittlung von Disziplin, Selbstvertrauen und Gemeinschaftssinn. Seine Trainingsphilosophie basiert auf gegenseitigem Respekt, Verantwortung und Integration. 
Im Jahr 2019 organisierte er ein interkulturelles Trainingsprojekt in Zusammenarbeit mit der Israel Boxing Association, bei dem jüdische und muslimische Jugendliche gemeinsam trainierten.
Er ist Ambassador von World Peace Berlin.